# Locorotondo
Locorotondo község (comune) Olaszország Puglia régiójában, Bari megyében.

## Fekvése
A Murgia-fennsíkon fekszik, Baritól délkeletre. A Valle d’Itria egyik legjelentősebb települése.

## Története
A település a 12. század elején alakult ki.

## Népessége
A lakosság számának alakulása:

## Főbb látnivalói
- San Giorgio Martire-templom - a 18. században épült.
- Trullo di Marziolla - Puglia legöregebb trullója (1509)